# Dubrowskoje (obwód wołogodzki)
Dubrowskoje (ros. Дубровское) – wieś w Rosji, w rejonie wołogodzkim obwodu wołogodzkiego. W 2010 r. liczyła 1126 mieszkańców.